# Diócesis de Ballarat
La diócesis de Ballarat (en latín: Dioecesis Ballaratensis y en inglés: Roman Catholic Diocese of Ballarat) es una circunscripción eclesiástica de la Iglesia católica en Australia. Se trata de una diócesis latina, sufragánea de la arquidiócesis de Melbourne. Desde el 1 de agosto de 2012 su obispo es Paul Bird, de la Congregación del Santísimo Redentor.

## Territorio y organización
La diócesis tiene 58 000 km² y extiende su jurisdicción sobre los fieles católicos de rito latino residentes en la parte occidental del estado de Victoria, desde el río Murray en el norte hasta el océano.
La sede de la diócesis se encuentra en la ciudad de Ballarat, en donde se halla la Catedral de San Patricio.
En 2023 en la diócesis existían 32 parroquias.

## Historia
La diócesis fue erigida el 30 de marzo de 1874 mediante el breve Universi Dominici gregis del papa Pío IX, obteniendo el territorio de la diócesis de Melbourne (hoy arquidiócesis).

## Estadísticas
Según el Anuario Pontificio 2024 la diócesis tenía a fines de 2023 un total de 89 124 fieles bautizados.
| Año                                                                             | Población            | Población | Población      | Sacerdotes | Sacerdotes    | Sacerdotes    | Bautizados por sacerdote | Diáconos permanentes | Religiosos | Religiosos | Parroquias |
| Año                                                                             | Bautizados católicos | Total     | % de católicos | Total      | Clero secular | Clero regular | Bautizados por sacerdote | Diáconos permanentes | Varones    | Mujeres    | Parroquias |
| ------------------------------------------------------------------------------- | -------------------- | --------- | -------------- | ---------- | ------------- | ------------- | ------------------------ | -------------------- | ---------- | ---------- | ---------- |
| 1959                                                                            | 64 110               | 305 000   | 21.0           | 128        | 96            | 32            | 500                      |                      | 110        | 445        | 46         |
| 1966                                                                            | 74 016               | 300 000   | 24.7           | 136        | 95            | 41            | 544                      |                      | 142        | 484        | 50         |
| 1968                                                                            | 75 399               | 354 400   | 21.3           | 129        | 92            | 37            | 584                      |                      | 96         | 488        | 51         |
| 1980                                                                            | 81 900               | 353 000   | 23.2           | 114        | 85            | 29            | 718                      |                      | 76         | 344        | 54         |
| 1990                                                                            | 88 300               | 354 000   | 24.9           | 102        | 85            | 17            | 865                      |                      | 49         | 203        | 54         |
| 1999                                                                            | 96 877               | 379 851   | 25.5           | 80         | 67            | 13            | 1210                     |                      | 33         | 200        | 52         |
| 2000                                                                            | 96 877               | 379 851   | 25.5           | 80         | 66            | 14            | 1210                     |                      | 33         | 199        | 52         |
| 2001                                                                            | 96 877               | 379 851   | 25.5           | 72         | 57            | 15            | 1345                     |                      | 34         | 193        | 52         |
| 2002                                                                            | 96 877               | 379 851   | 25.5           | 65         | 55            | 10            | 1490                     |                      | 26         | 179        | 52         |
| 2003                                                                            | 96 877               | 379 851   | 25.5           | 65         | 55            | 10            | 1490                     |                      | 25         | 177        | 52         |
| 2004                                                                            | 96 877               | 379 851   | 25.5           | 64         | 54            | 10            | 1513                     |                      | 27         | 167        | 52         |
| 2006                                                                            | 97 900               | 384 000   | 25.5           | 65         | 54            | 11            | 1506                     |                      | 29         | 148        | 52         |
| 2012                                                                            | 104 600              | 418 000   | 25.0           | 63         | 57            | 6             | 1660                     |                      | 20         | 103        | 51         |
| 2015                                                                            | 103 600              | 414 000   | 25.0           | 55         | 47            | 8             | 1883                     |                      | 12         | 87         | 51         |
| 2018                                                                            | 108 000              | 431 780   | 25.0           | 55         | 45            | 10            | 1963                     |                      | 14         | 71         | 50         |
| 2020                                                                            | 105 620              | 422 535   | 25.0           | 58         | 46            | 12            | 1821                     |                      | 16         | 65         | 41         |
| 2022                                                                            | 97 130               | 429 190   | 22.6           | 63         | 52            | 11            | 1541                     | 2                    | 14         | 53         | 37         |
| 2023                                                                            | 89 124               | 450 401   | 19.8           | 50         | 41            | 9             | 1782                     |                      | 12         | 47         | 32         |
| Fuente: Catholic-Hierarchy, que a su vez toma los datos del Anuario Pontificio. |                      |           |                |            |               |               |                          |                      |            |            |            |

## Episcopologio
- Michael O'Connor † (24 de abril de 1874-14 de febrero de 1883 falleció)
- James Moore † (12 de enero de 1884-26 de junio de 1904 falleció)
- Joseph Higgins † (3 de marzo de 1905-16 de septiembre de 1915 falleció)
- Daniel Foley † (12 de abril de 1916-31 de octubre de 1941 falleció)
- James Patrick O'Collins † (23 de diciembre de 1941-1 de mayo de 1971 retirado)
- Ronald Austin Mulkearns † (1 de mayo de 1971 por sucesión-30 de mayo de 1997 renunció)
- Peter Joseph Connors (30 de mayo de 1997-1 de agosto de 2012 retirado)
- Paul Bird, C.SS.R., desde el 1 de agosto de 2012